# Austrian International 1987
Die Austrian International 1987 fanden vom 24. bis zum 26. April 1987 im Ferry-Dusika-Hallenstadion in Wien statt. Es war die 17. Austragung dieser offenen internationalen Meisterschaften von Österreich im Badminton. 

## Sieger und Finalisten
| Disziplin    | Sieger                           | Finalist                        | Ergebnis     |
| ------------ | -------------------------------- | ------------------------------- | ------------ |
| Herreneinzel | Ib Frederiksen                   | Claus Thomsen                   | 15–12, 15–9  |
| Dameneinzel  | Astrid van der Knaap             | Monique Hoogland                | 11–4, 11–6   |
| Herrendoppel | Pierre Pelupessy Alex Meijer     | Ib Frederiksen Claus Thomsen    | 15–13, 15–4  |
| Damendoppel  | Monique Hoogland Erica van Dijck | Bożena Haracz Bożena Siemieniec | 15–1, 18–16  |
| Mixed        | Alex Meijer Erica van Dijck      | Harald Klauer Christine Skropke | 15–13, 15–10 |